# 109 (število)
109 (stó dévet) je naravno število, za katero velja 109 = 108 + 1 = 110 - 1.

## V matematiki
- osmo praštevilo, ki ni Higgsovo praštevilo za eksponent 2
- središčno trikotniško število
- Pillaiovo praštevilo
- veselo število in deveto veselo praštevilo
- drugo kubno praštevilo enačbe {\displaystyle 3y^{2}+6y+4\,\!}

## V znanosti
- vrstno število 109 ima majtnerij (Mt).

## Drugo

### Leta
- 109 pr. n. št.
- 109, 1109, 2109